# Parc éolien

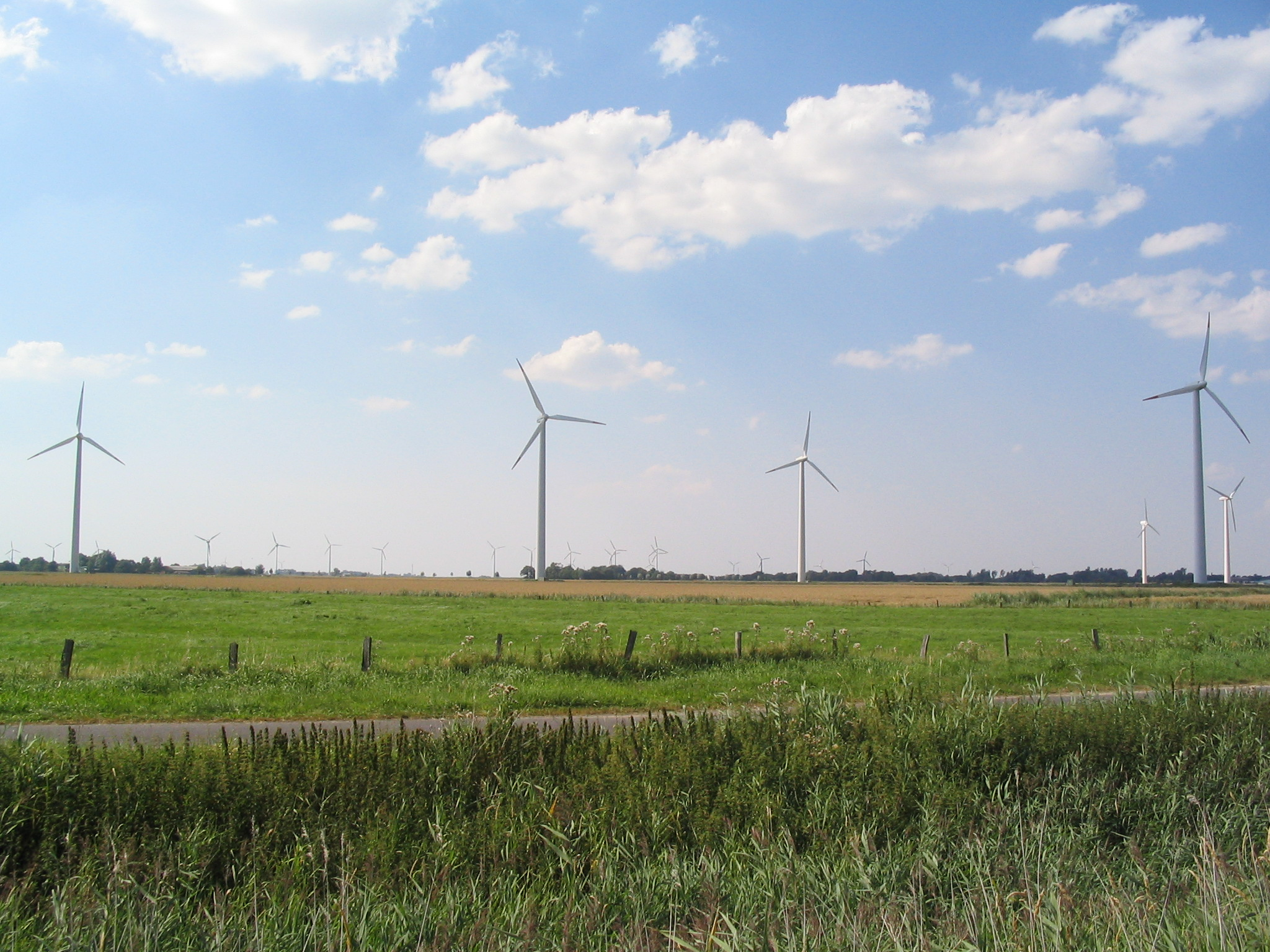
Parc éolien de Neuenkirchen (Allemagne).

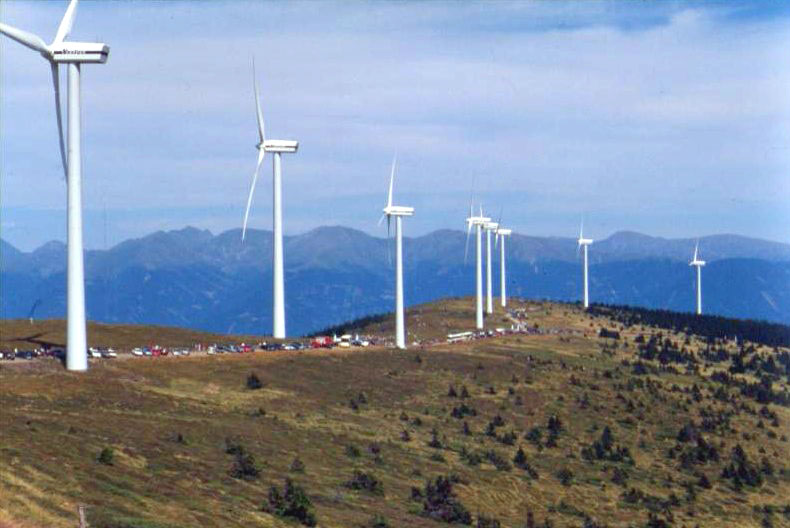
Parc éolien de Tauern (Autriche).

Un parc éolien, centrale éolienne ou  ferme éolienne est une installation industrielle de plusieurs éoliennes produisant de l'électricité. Elle est placée dans un environnement favorisant la captation de l'énergie mécanique du vent.

## Parcs les plus importants

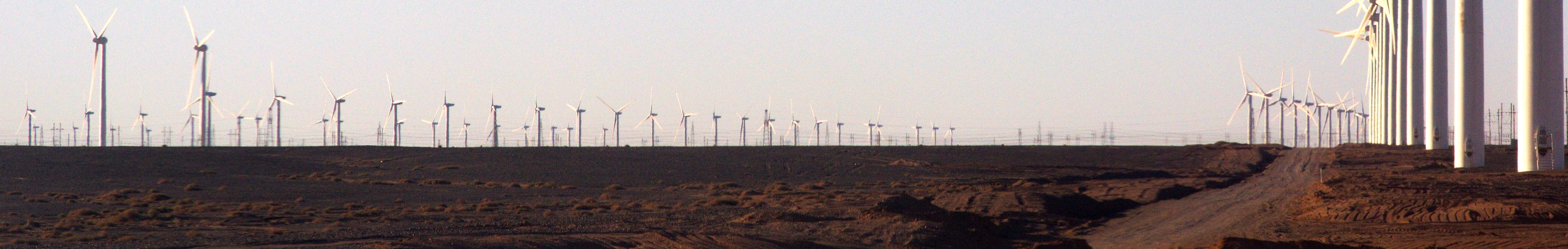
Parc de Guazhou (Chine).

- La centrale éolienne dénommée  ferme éolienne de Gansu, dans la province du Gansu, en Chine, est le plus important parc du monde, totalisant 5 160 MW de puissance en novembre 2010[1]. Le parc de Guazhou intégré à ce projet comporte déjà, à lui seul, plus de 400 éoliennes, produisait 200 MW en 2010[2].
- La centrale éolienne terrestre la plus importante d'Europe est celle de Sintfeld en Rhénanie-du-Nord-Westphalie (Allemagne), qui pourrait être supplantée par le projet luso-irlandais au Portugal qui prévoit une installation d'éoliennes près de Bragance d'une capacité de 400 à 600 MW pouvant fournir 15 à 20 villes[3].
- Le parc éolien terrestre français est composé au 31 décembre 2015 de 1390 installations raccordées (1196 fin 2013) au réseau électrique avec une puissance crête installée de plus de 10 000 MW[4].
- Le parc éolien off-shore le plus important est en 2010, le parc Horns Rev 2[5] au Danemark. En 2013, le plus grand par éolien en mer du monde est le London Array, situé au large de l'estuaire de la Tamise au Royaume-Uni et disposant d'une capacité installée de 630 MW et une production annuelle d'environ 2 TWh.
- Le premier parc éolien d'Europe est le parc de Jade en Allemagne.[réf. nécessaire]
- Le parc éolien le plus grand d'Afrique est le parc de Tarfaya au Maroc[6].

La densité surfacique de puissance des parcs éoliens, qui s'exprime par la puissance moyenne délivrée divisée par la surface du parc, ne saurait dépasser 6,3 W/m2 et même 2 W/m2.

## Parc éolien terrestre

### En France: installation classée pour la protection de l'environnement
Selon la législation française, les parcs éoliens terrestres sont des installations classées pour la protection de l'environnement (ICPE). En effet, ce type d'installation est concerné par la rubrique no 2980 de la nomenclature des installations classées (« installation terrestre de production d'électricité à partir de l'énergie mécanique du vent et regroupant un ou plusieurs aérogénérateurs »), qui est divisée en deux sous-catégories :
- rubrique no 2980-1 : installation comprenant au moins un aérogénérateur dont le mât a une hauteur supérieure ou égale à 50 mètres. Ces installations sont soumises à autorisation préfectorale ;
- rubrique no 2980-2 : installation comprenant uniquement des aérogénérateurs dont le mât a une hauteur inférieure à 50 mètres et au moins un aérogénérateur dont le mât a une hauteur maximale supérieure ou égale à 12 mètres et pour une puissance totale installée :
  - supérieure ou égale à 20 MW : ces installations sont soumises à autorisation préfectorale,
  - inférieure à 20 MW : ces installations sont soumises à déclaration.

Les autorisations préfectorales sont délivrées sous la forme d'arrêtés préfectoraux afin d'imposer aux exploitants le respect d'un certain nombre de prescriptions techniques permettant de limiter leurs impacts environnementaux, notamment les prescriptions techniques issues d'un arrêté ministériel daté du 26 août 2011.
Afin de limiter leurs impacts environnementaux, les exploitants des installations soumises à déclaration doivent respecter les prescriptions techniques d'un autre arrêté ministériel également daté du 26 août 2011.
L'instruction des demandes d'autorisation d'exploiter ainsi que le contrôle du respect des prescriptions techniques par les exploitants sont réalisés par l'inspection des installations classées.
En 2020, la longueur du processus administratif  d'autorisation environnementale est pointée du doigt par les opérateurs comme un frein au développement du parc éolien en France.

#### Transport
En France, les éoliennes ainsi que les grues pour les monter nécessitent un transport. Par exemple pour un parc de la société « Éoliennes des Lunaires », composé de huit éoliennes, 280 et 30 convois peuvent être nécessaires. Les éoliennes se composent des différents éléments comme des morceaux de pales ou de mat. Le dépassement des règles de circulation routière par ces élements requiert le recours à des convois exceptionnels et peut nécessiter les passages de convois exceptionnels et le déplacement de ce qui fait obstacle au convoi exceptionnel.

## Aux États-Unis, anciens parcs abandonnés puis renouvelés
Parmi les premiers parcs éoliens aux États-Unis, lancés à la suite de la crise du pétrole des années 1970, certains étaient abandonnées à la fin de 2011 en raison du coût élevé de leur maintenance et de leur faible rentabilité, due notamment au choix de leur emplacement. C'est le cas par exemple, en Californie, de parcs installés au début des années 1980 à la faveur de subventions fiscales, comme ceux des cols d'Altamont, de Tehachapi Pass et de San Gorgonio qui comptent des centaines de turbines abandonnées.
Ces parcs commencent leurs rénovations à la fin des années 2000. Dans le parc d'Altamont Pass, en 2016, les éoliennes ont été démantelées et remplacées par de nouvelles, permettant au parc de fournir 576 MW.

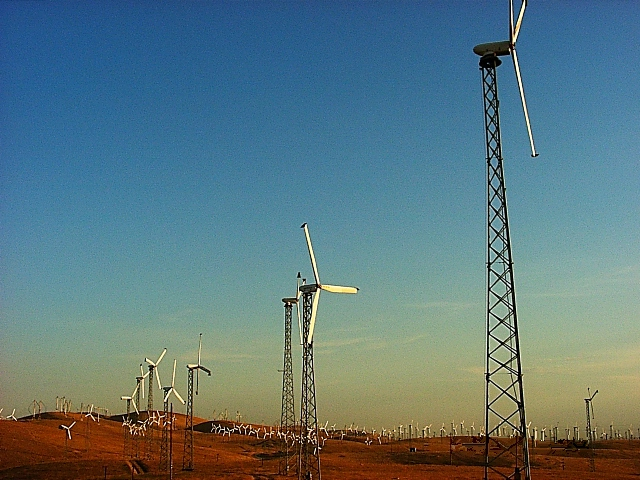
Anciennes éoliennes du parc d'Altamont Pass en 2003.
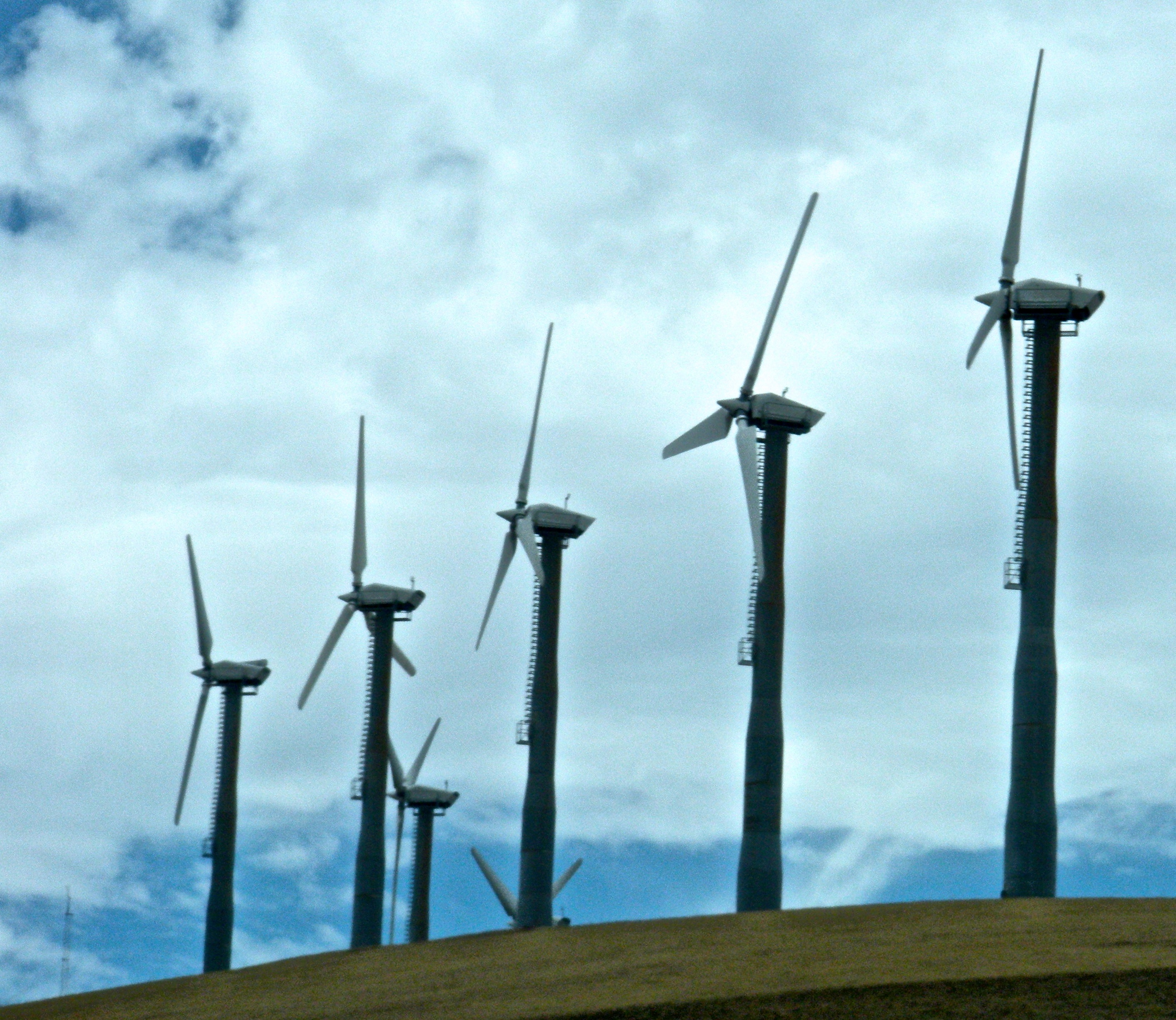
Nouvelles éoliennes en 2009.
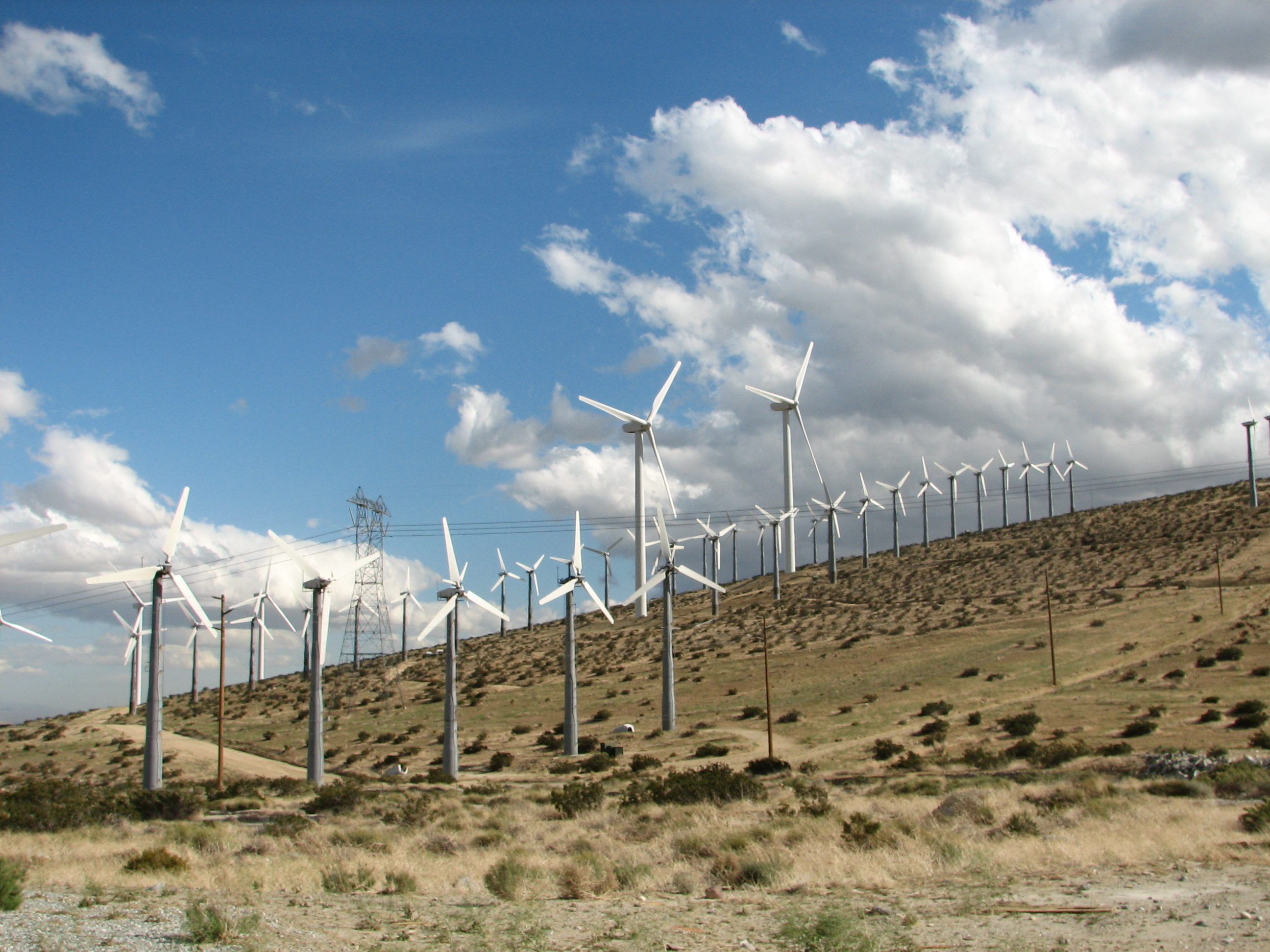
Nouvelle ferme éolienne de San Gorgonio Pass.

## Parc éolien en mer

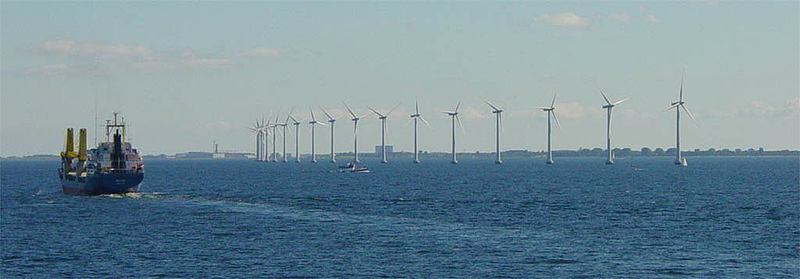
Parc éolien en mer au Danemark.

Les plus grands parcs éoliens en mer se trouvent au Danemark (parc éolien de Horns Rev construits en 2002 et 2009 et totalisant 369 MW de puissance), aux Pays-Bas et au Royaume-Uni (Race Bank, 620 MW).
En Allemagne, après les deux éoliennes Enercon E-112 de 4,5 MW chacune, érigées à quelques mètres de la côte de la mer du Nord, on trouve en mer Baltique une autre machine de  2,5 MW située en mer, à 500 mètres du port de Warnemünde, et le premier parc en mer commercial allemand EnBW Baltic 1, situé au large de la presqu'île de Darss (2010), ainsi que le parc éolien offshore Alpha Ventus (démonstrateur en mer) terminé en 2009.
La construction de parcs éoliens en zone économique exclusive est étudiée en France et dans tous les pays ayant une façade maritime.
En France, trois appels d'offres de parcs éoliens en mer ont été publiés, en 2011, 2013 et 2016. Des sept parcs éoliens en mer attribués, aucun n'avait vu le jour en 2020. La mise en concurrence pour un huitième parc a été lancée en décembre 2020 après une longue procédure de débat public entamée en novembre 2019. Situé au large du Cotentin, il pourrait commencer à produire de l'électricité en 2028 et aurait une capacité d'un gigawatt, soit l'équivalent de la production d'un réacteur nucléaire. Certains projets de parcs éoliens marins soulèvent des oppositions locales. La géographe Annaig Oiry a montré comment ses oppositions, mêmes structurées, ne parviennent pas à empêcher l'avancée des projets d'énergies marines renouvelables. Cependant, si de telles oppositions n'empêchent pas ces projets, elles peuvent les ralentir.

## Biodiversité
Des études menées par l'Institut Alfred Wegener sur le parc éolien de l'île de Borkum, construit de 2011 à 2013, indiquent que les fermes éoliennes seraient un environnement favorable pour les homards et permettrait l'installation d'une riche biodiversité qui s'installerait au pied des turbines marines,.